# Jardín de Monforte

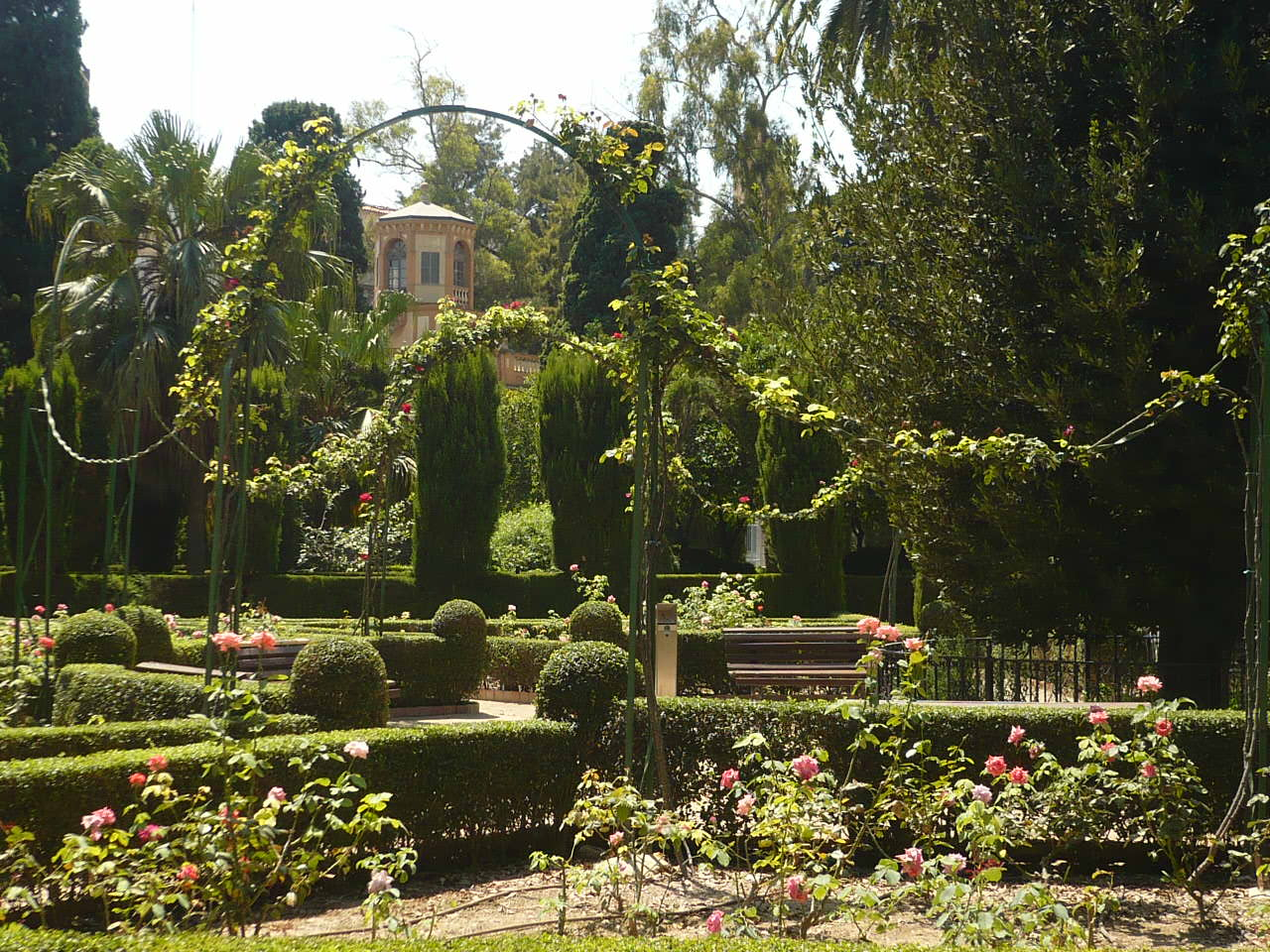
Jardines de Monforte de Valencia

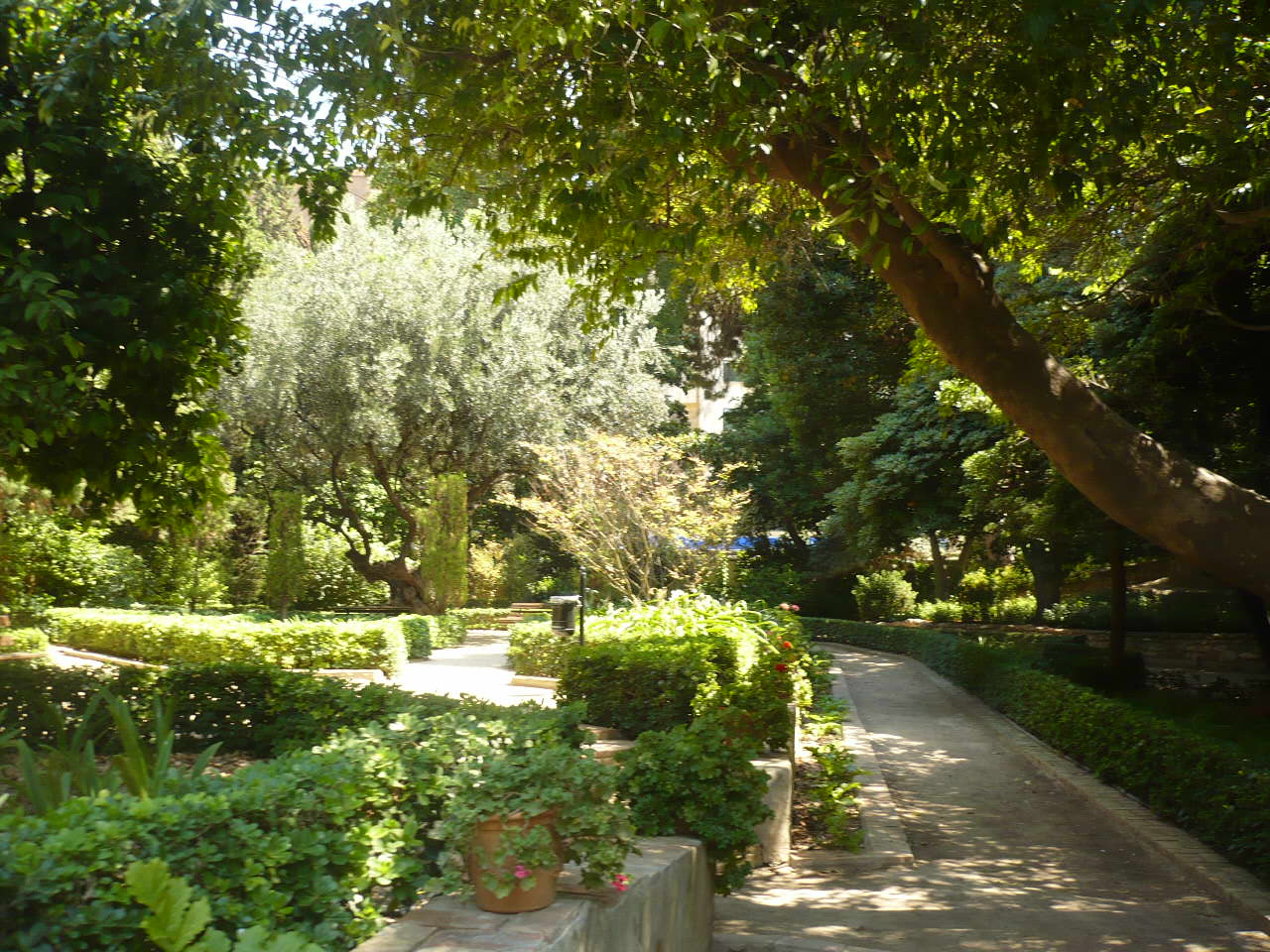
Jardines de Monforte de Valencia

Los jardines de Monforte Sancho (en valenciano: Jardins de Monforte), situado en la plaza de la Legión Española de la ciudad de Valencia (España) fue trazado en el siglo XIX en corte neoclásico por encargo de Juan Bautista Romero, Marqués de San Juan. Están catalogados como Bien de Interés Cultural, con carácter genérico desde 1941 y por la Generalidad Valenciana desde 1998.
Ocupa alrededor de 12.000 metros cuadrados y en su recinto se encuentran diversas esculturas de mármol, fuentes, estanques, jarrones y árboles que contribuyen a crear un ambiente relajante y propicio para el descanso de los habitantes de Valencia.
El jardín destaca por el valor artístico e histórico de sus esculturas y fuentes.

## Historia
El jardín en su origen era un huerto de los existentes fuera de la zona intramuros de la ciudad, y pertenecía a Don José Vich, Barón de Llaurí, quien lo vendió en 1849 a Don Juan Bautista Romero Almenar, Marqués de San Juan, razón por la cual inicialmente era conocido como el Hort de Romero (Huerto de Romero). El Marqués de San Juan, encargó al arquitecto Sebastián Monleón y Estellés el diseño siguiendo sus indicaciones en 1859. El jardín recibe el nombre de Monforte por haber pasado a la familia de este apellido a la muerte del marqués, en 1872. Los jardines fueron restaurados en los años 1940 por Javier Winthuysen Losada y las obras fueron ejecutadas por el jardinero municipal Ramón Peris.
Pasó a manos del Estado en los años 40 del siglo XX y en 1941 es declarado “Jardín Artístico Nacional”, hasta que en 1970, pasa a propiedad municipal, restaurándose ( se rehabilitó tanto el palacete como el trazado artístico neoclásico característico del jardín) y abriéndose al público en 1973.

## Descripción
Al jardín se accede al mismo atravesando el zaguán del pabellón, cuya planta baja comunica directamente a una plazoleta de forma semicircular cerrada por un barandal de hierro adornada con bustos de filósofos sobre pedestales. Dicha plazoleta da paso a una artística portada neoclásica, exenta, flanqueada por dos leones de mármol, obra de José Bellver para la escalinata del Congreso de los Diputados, en Madrid, donde no llegaron a colocarse.
Tiene este jardín otro acceso por la galería porticada del pabellón o palacete, que comunica a un parque rectangular, en desnivel, circundado por muretes ornados con "alfàbegues" de Alcora. Lo más vistoso de este recinto son los juegos de agua de la alberca y de los dos graciosos estanques de los ángulos, con grupos escultóricos de amorcillos en los respectivos surtidores, sobre pedestales de pechinas.
En consonancia con el carácter señorial del jardín se conserva el pabellón de recreo, especie de palacete construido a iniciativa del propio Marqués de San Juan, y cuya puerta es paso obligado, y único, al jardín. A la izquierda del zaguán una escalinata cuyas paredes se decoran con nueve figuras femeninas pintadas al temple y otros tantos medallones con amorcillos, conduce al piso principal, con varias estancias en torno a una central, porticada en estilo neopalladiano, cubierta con bóveda octogonal sobre pechinas, en cuyos segmentos aparecen pintadas diversas alegorías. Desde los balcones de este piso o desde la terraza abalaustrada se contemplan interesantes panorámicas de tan suntuoso jardín.

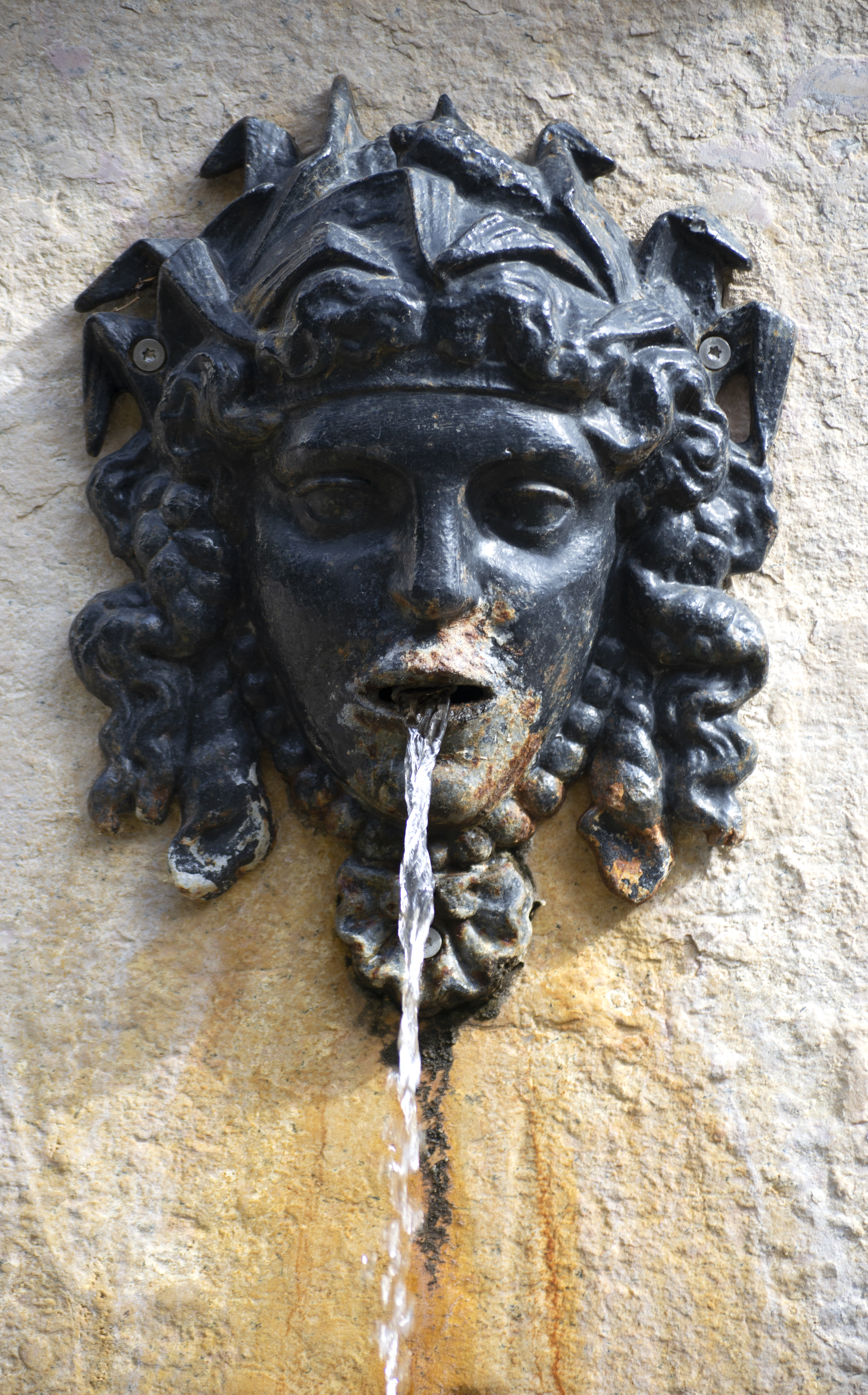
Fuente.
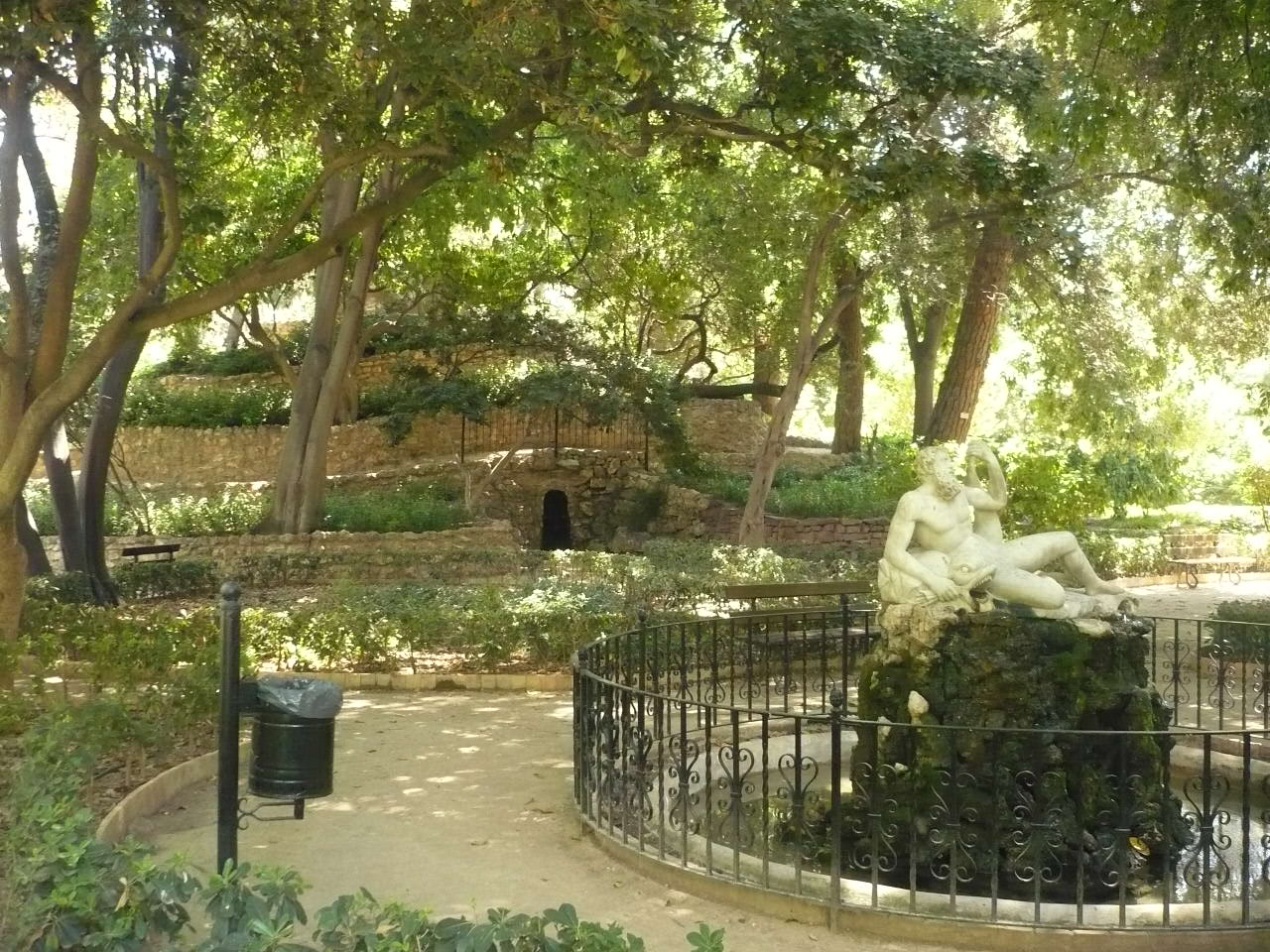
Mirador del jardín. Un montículo con cascada y distintos caminos que lo rodean
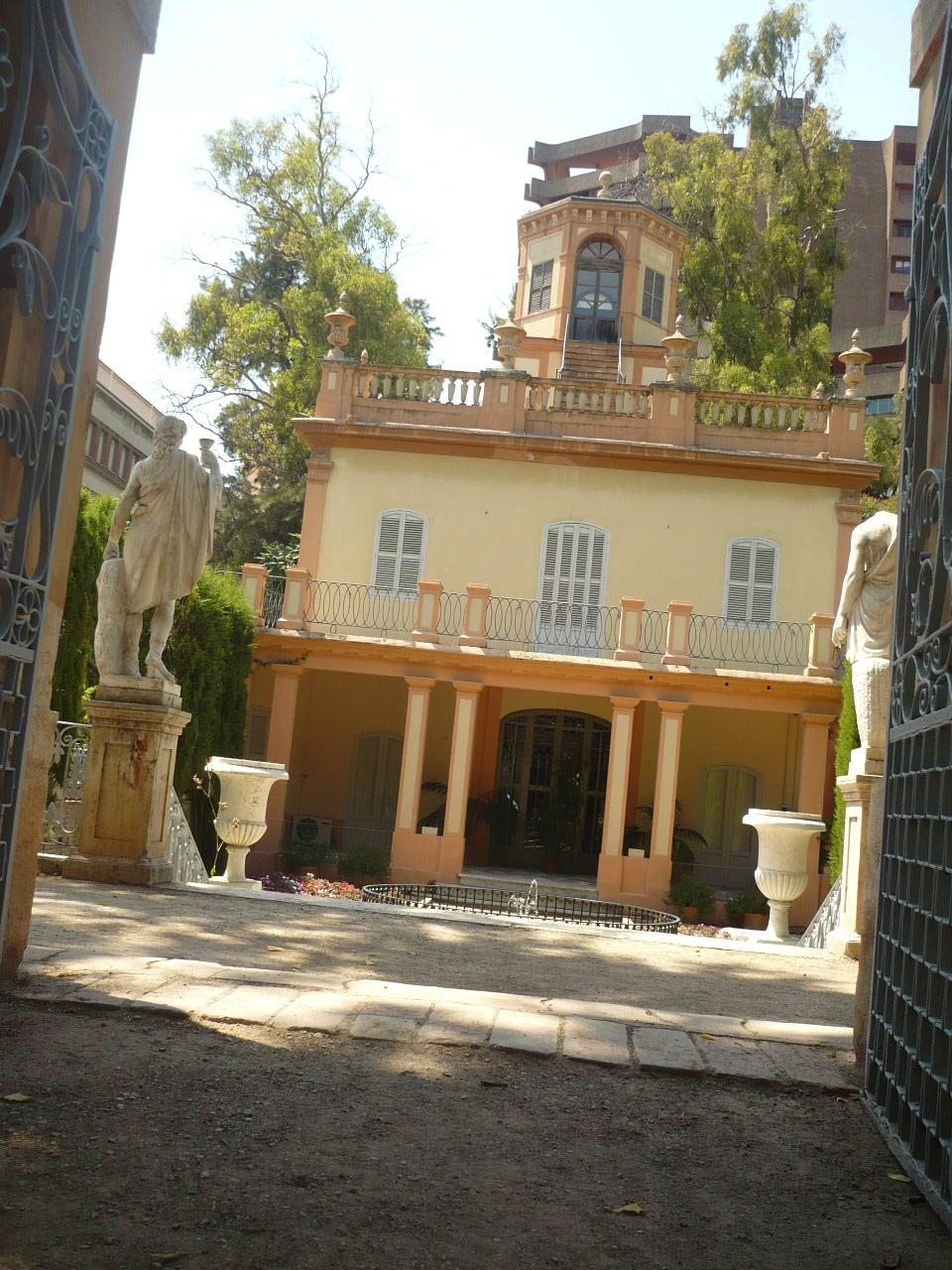
Vista del palacete del jardín
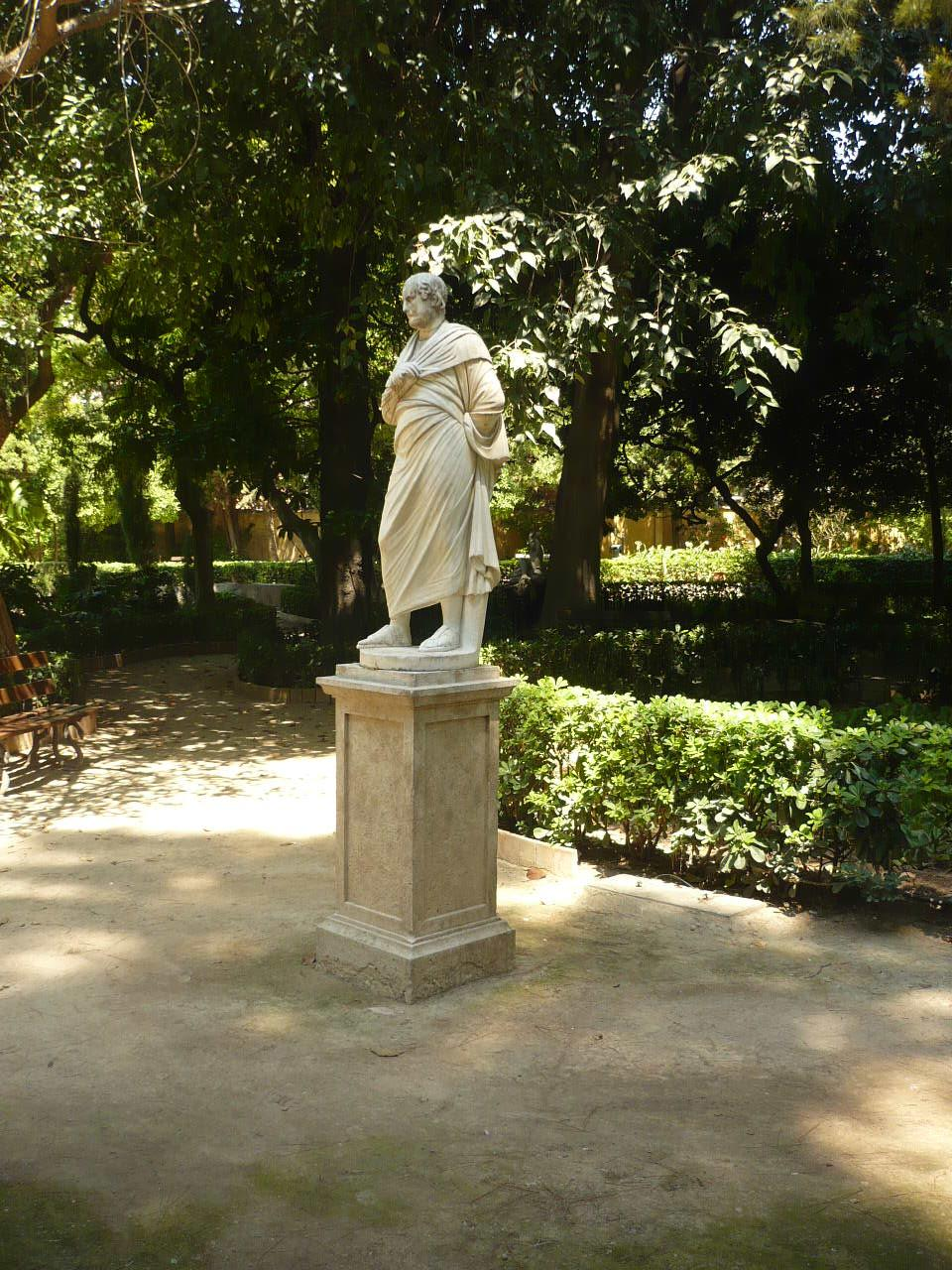
Una de las docenas de esculturas que lo adornan
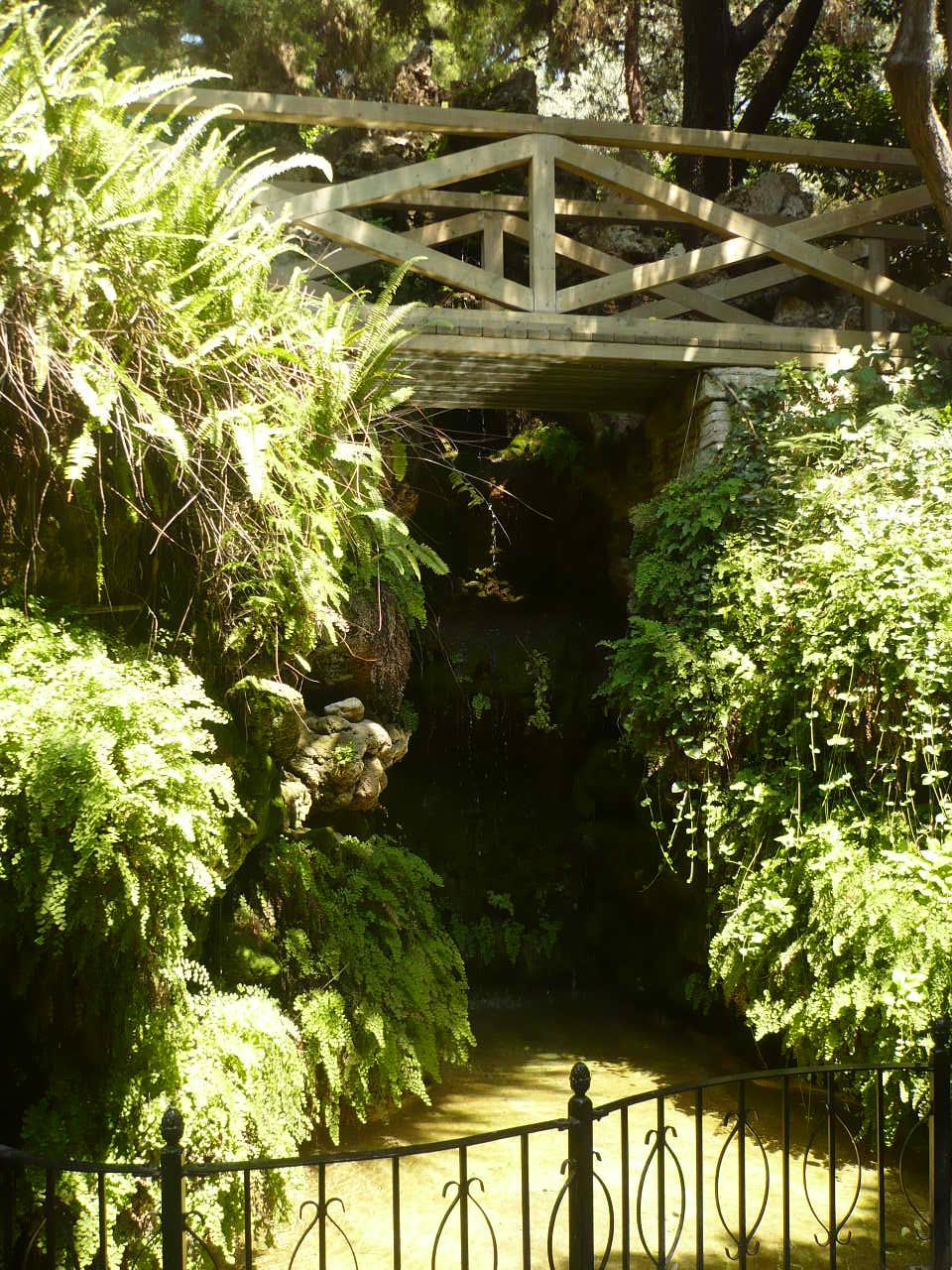
Cascada del mirador

### Estatuas y Fuentes
El jardín está conformado por 33 estatuas de mármol, caracterizadas por su temática mitológica, tratando todas  de escenas y representaciones de dioses y diosas de la Antigua Grecia. Así como la presencia sonora y visual de estanques, donde destacan algunas de las piezas más icónicas como:
1. Fuente de las ninfas Dafnis y Cloe: Ubicada en el Parterre Nuevo, este conjunto de mármol de Carrara es el emblema que personifica la esencia de los jardines.
2. Fuente de los Naranjos: Entre el Parterre Viejo y el Nuevo, esta fuente se encuentra en la zona triangular junto a la rosaleda, rodeada de fragantes especies aromáticas.
3. Plaza de la Diosa Flora: En el corazón del Patio de los Surtidores, sobre un pedestal en el Parterre Nuevo, se alza la majestuosa estatua de la Diosa Flora.
4. Fuente de Poseidón: Junto a la entrada de la Gruta, esta fuente de mármol blanco representa a Poseidón o Neptuno recostado sobre un gran pez.
5. Fuente de la Serpiente: Una fuente de agua potable única, realizada en hierro, con una serpiente enroscada en su pie, culminando con plantas en la parte superior.
6. Estatua de Sócrates: Siguiendo el eje este-oeste del jardín, al salir de La Montañita, te toparás con una estatua dedicada al sabio filósofo griego.
7. Glorieta de los Arcos: Frente al patio del palacete, esta glorieta presenta dos fuentes adornadas con esculturas encantadoras de niños jugando con delfines y tocando caracolas. La entrada tiene un arco decorado con dragones, y en la parte superior, estatuas de los dioses Baco-Dionisos y Mercurio-Hermes.
8. Fuente del niño cabalgando sobre un cisne: En la zona oeste del jardín Romántico, tras pasar la Glorieta de los Arcos, se encuentra esta fuente con un niño sobre un cisne, rodeada por una alberca en forma de cruz griega.